# Radnice v Rambervillers
Radnice v Rambervillers je renesanční stavba ve francouzském městě Rambervillers. Stojí na Náměstí 30. září 1944.

## Historie a popis
Radnice byla postavena 1581 na místě bývalé radnice poškozené v roce 1557 vojáky barona de Polwiller. Mezi monument historique byl zapsána v roce 1900.
Velká budova s podloubím stojí volně na prostranství. Na její stavbu byl použit červený pískovec. Interiéry mají dřevěné stropy a přízemí s prvním patrem spojuje točité schodiště.